# Pniewie
Pniewie (deutsch Koppendorf) ist ein Ort in der Landgemeinde Skoroszyce im Powiat Nyski der Woiwodschaft Opole in Polen.

## Geographie
Das Straßendorf Pniewie liegt etwa vier Kilometer nordöstlich von Skoroszyce, 18 Kilometer nordöstlich von Nysa (Neisse) und etwa 50 Kilometer südwestlich von Opole (Oppeln) in der Nizina Śląska (Schlesische Tiefebene).
Nachbarorte von Pniewie sind im Westen Chróścina (Falkenau) und im Südwesten Skoroszyce  (Friedewald).

## Geschichte

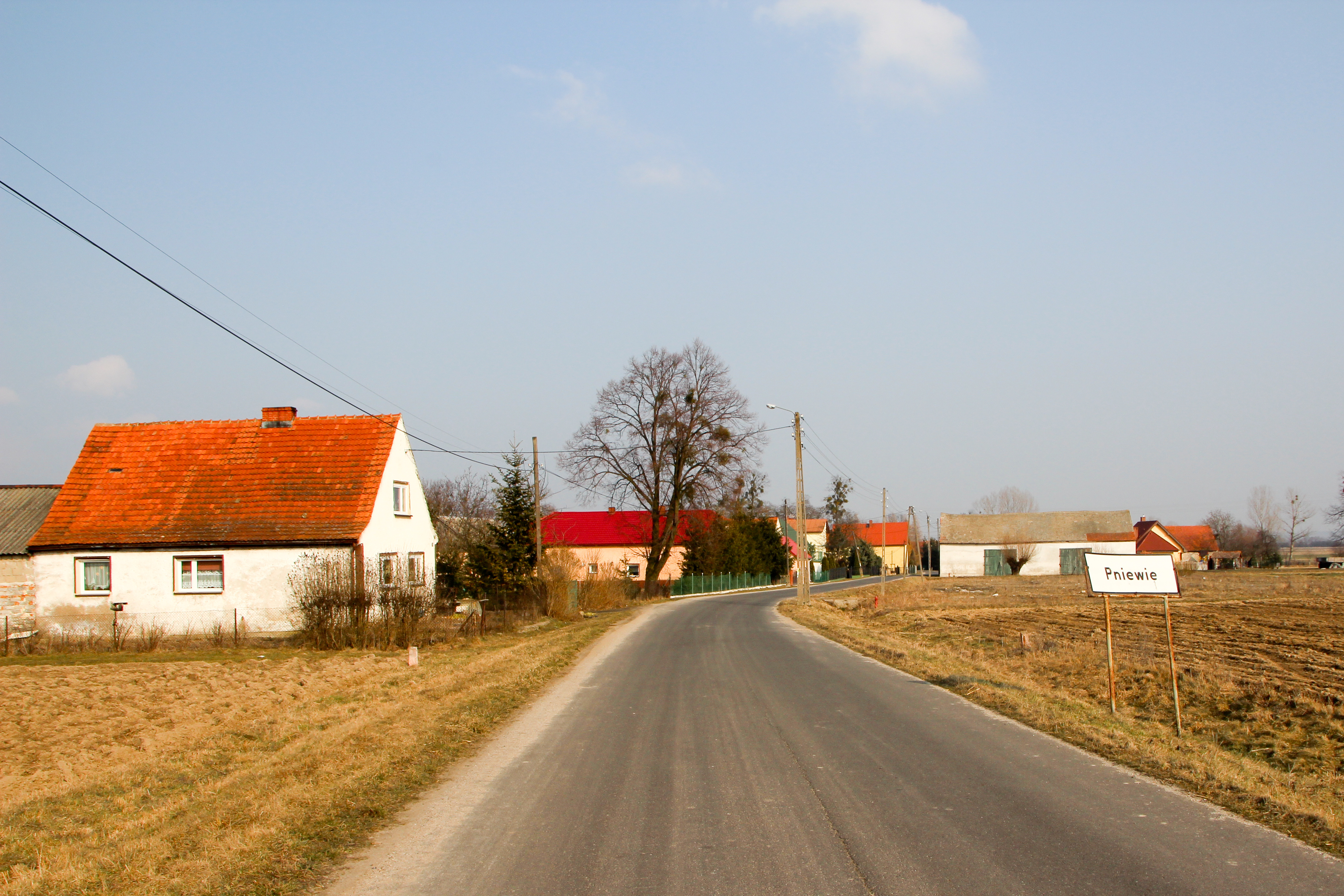
Dorfpartie

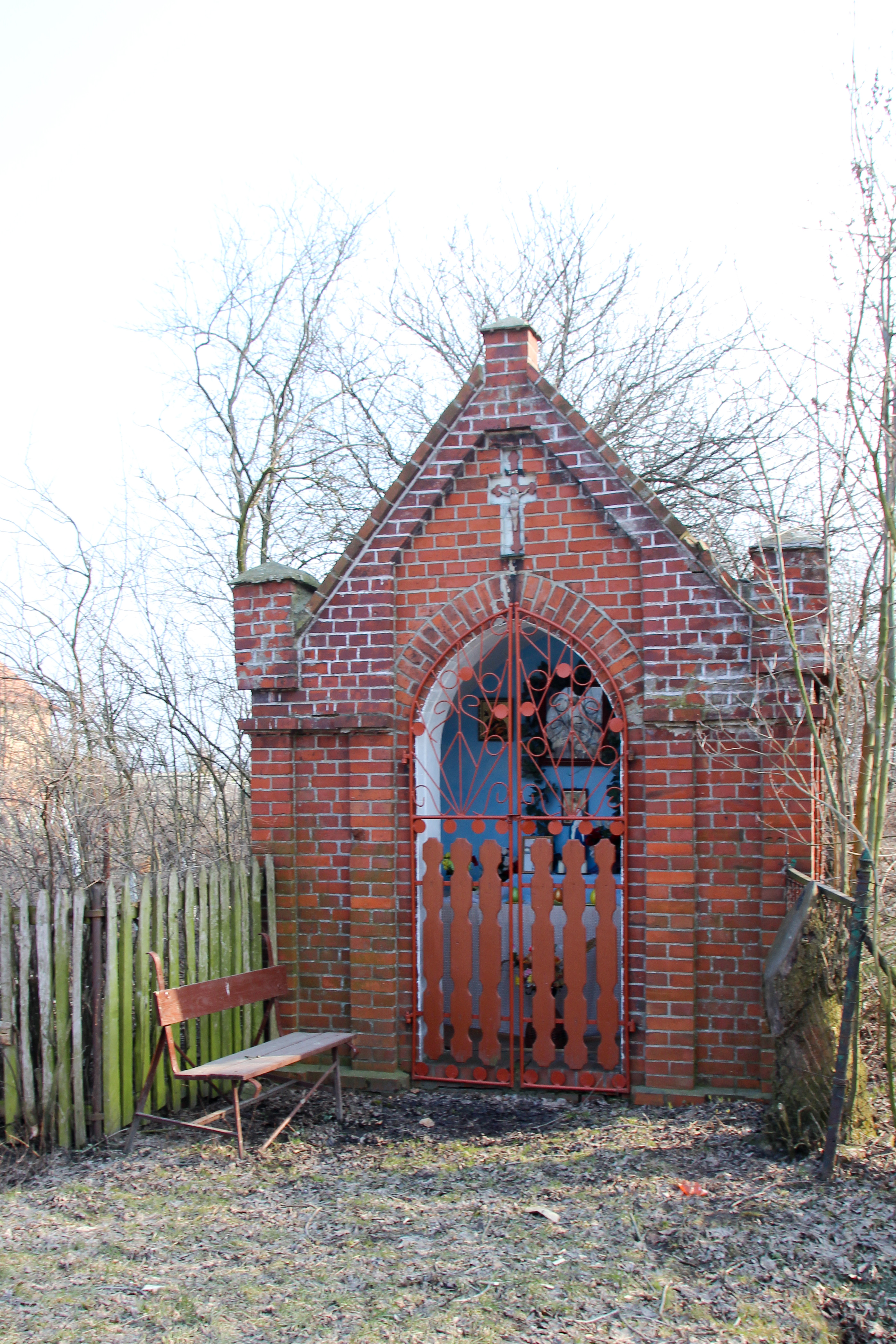
Wegekapelle aus Backstein

Das Dorf wurde 1253 erstmals in einer Urkunde des Breslauer Bischofs Thomas erwähnt. 1370 wird der Ort als Coppindorff erwähnt.
Nach dem Ersten Schlesischen Krieg 1742 fiel Koppendorf mit dem größten Teil Schlesiens an Preußen.
Nach der Neuorganisation der Provinz Schlesien gehörte die Landgemeinde Koppendorf ab 1816 zum Landkreis Grottkau im Regierungsbezirk Oppeln. 1845 bestanden im Dorf eine katholische Kirche, ein Vorwerk, eine Schäferei, eine Unterförsterei sowie 45 weitere Häuser. Im gleichen Jahr lebten in Koppendorf 315 Menschen, davon zwölf evangelisch. 1855 lebten 371 Menschen in Koppendorf. 1865 bestanden im Ort eine Erbscholtisei, eine Waldwärterei, 14 Gärtner-, 18 Häusler- und 13 Koloniestellen. Eingeschult waren die Bewohner nach Falkenau. 1874 wurde der Amtsbezirk Winzenberg gegründet, welcher aus den Landgemeinden Koppendorf und Winzenberg und den Gutsbezirken Koppendorf und Winzenberg bestand. 1885 zählte Koppendorf 378 Einwohner.
1933 lebten in Koppendorf 221 sowie 1939 186 Menschen. Bis Kriegsende 1945 gehörte der Ort zum Landkreis Grottkau.
Als Folge des Zweiten Weltkriegs fiel Koppendorf 1945 wie der größte Teil Schlesiens unter polnische Verwaltung. Nachfolgend wurde es in Pniewie umbenannt und der Woiwodschaft Schlesien angeschlossen. Die deutsche Bevölkerung wurde weitgehend vertrieben. 1950 wurde es der Woiwodschaft Oppeln eingegliedert. 1999 kam der Ort zum wiedergegründeten Powiat Nyski. 2011 lebten 100 Menschen im Ort.

## Sehenswürdigkeiten
- Ehemaliger katholischer Dorffriedhof mit erhaltenen Gräbern aus deutscher Zeit
- Wegekapelle aus Backstein
- Wegekapelle mit barocken Portal
- Steinerne Wegekapelle
- Steinernes Wegekreuz
- Hölzernes Wegekreuz
- Hölzernes Bildstock